# Sainte-Feyre
Sainte-Feyre is een gemeente in het Franse departement Creuse (regio Nouvelle-Aquitaine). De gemeente telde 2.531 inwoners op 1 januari 2022. De plaats maakt deel uit van het arrondissement Guéret.
In de gemeente ligt het dierenpark Parc Animalier des Monts de Guéret. Het kasteel van Sainte-Feyre werd gebouwd tussen 1758 en 1762 naar plannen van architect Joseph Brousseau. Het werd gebouwd op de resten van een oudere versterkte burcht en was de residentie van de markies van Sainte-Feyre.

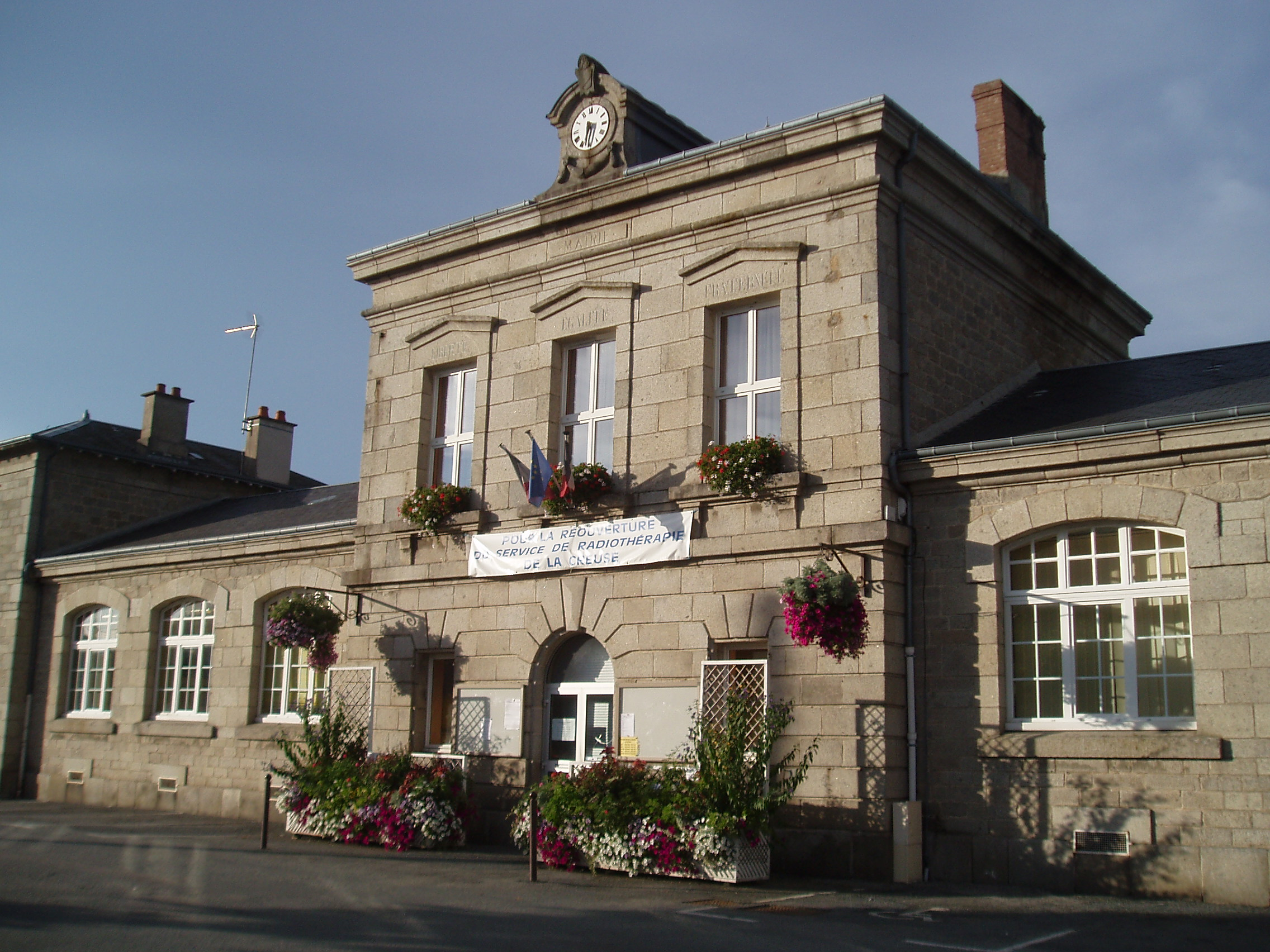
Gemeentehuis
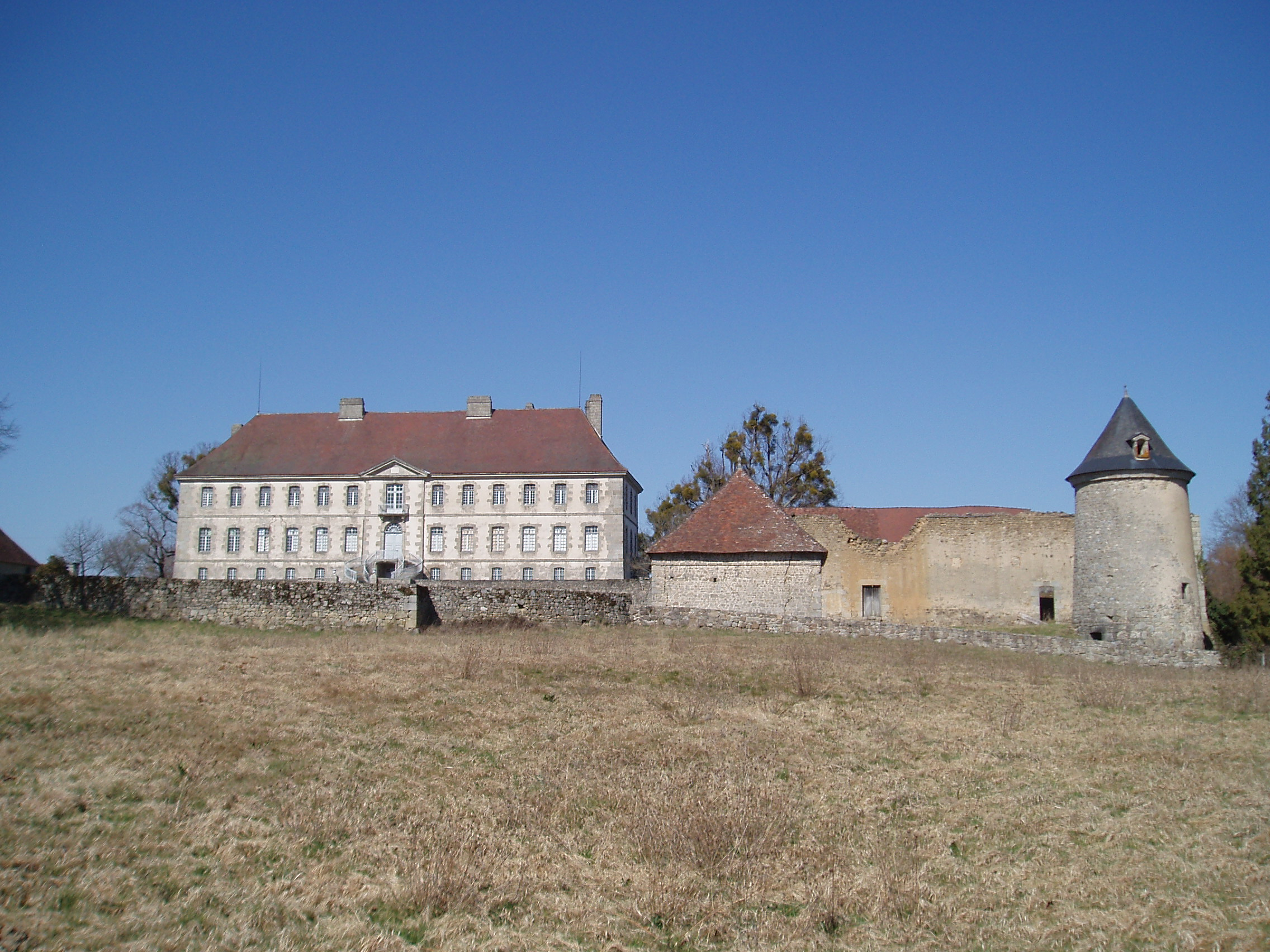
Kasteel van Sainte-Feyre
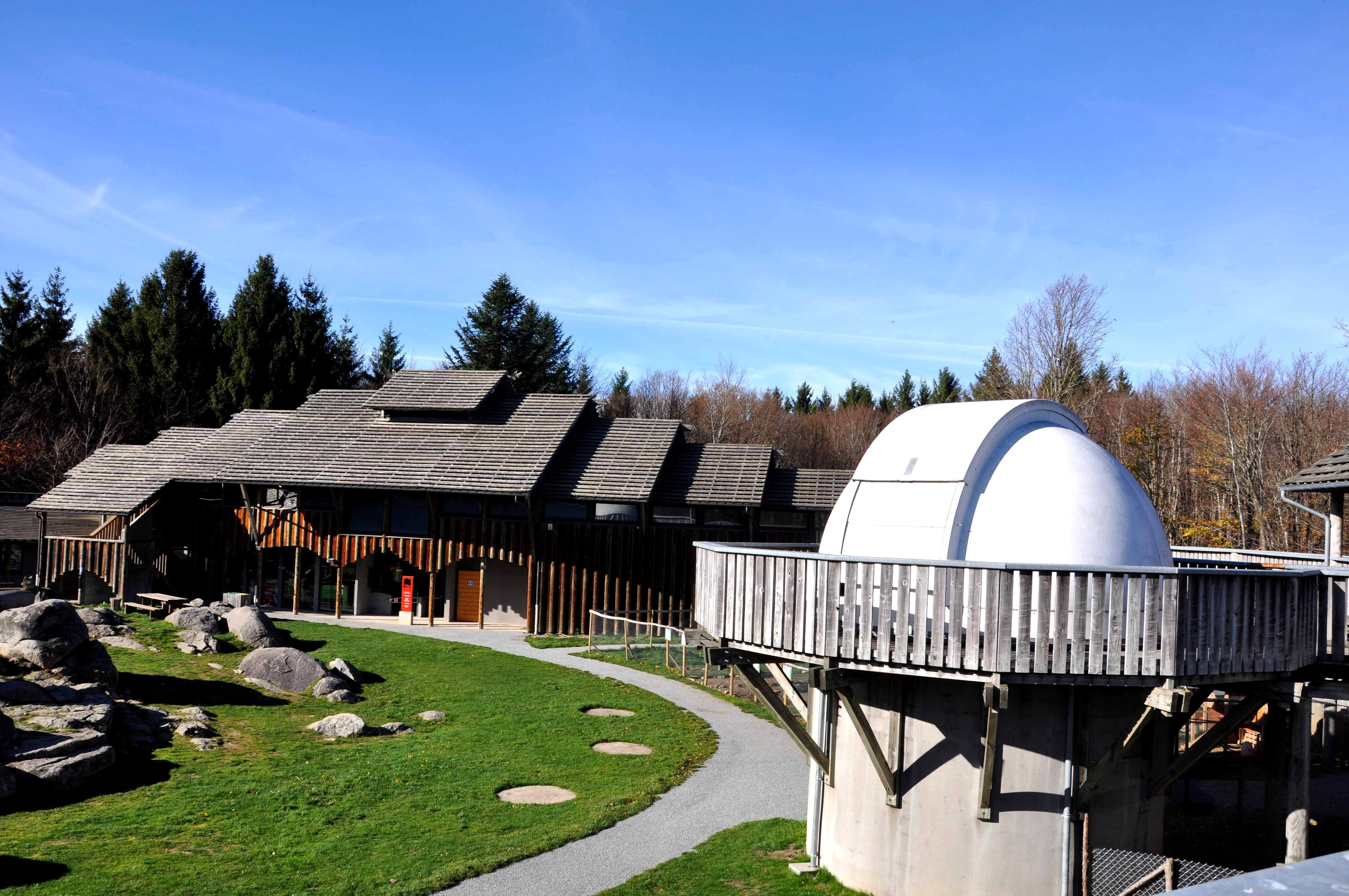
Observatorium in het Parc Animalier des Monts de Guéret

## Geografie
De oppervlakte van Sainte-Feyre bedroeg op 1 januari 2022 29,99 vierkante kilometer; de bevolkingsdichtheid was toen 84,4 inwoners per km².
De gemeente ligt ten zuidoosten van Guéret en maakt deel uit van de Communauté d’Agglomération du Grand Guéret. Het zuiden van de gemeente ligt in het heuvelmassief Monts de Guéret.
De onderstaande kaart toont de ligging van Sainte-Feyre met de belangrijkste infrastructuur en aangrenzende gemeenten.

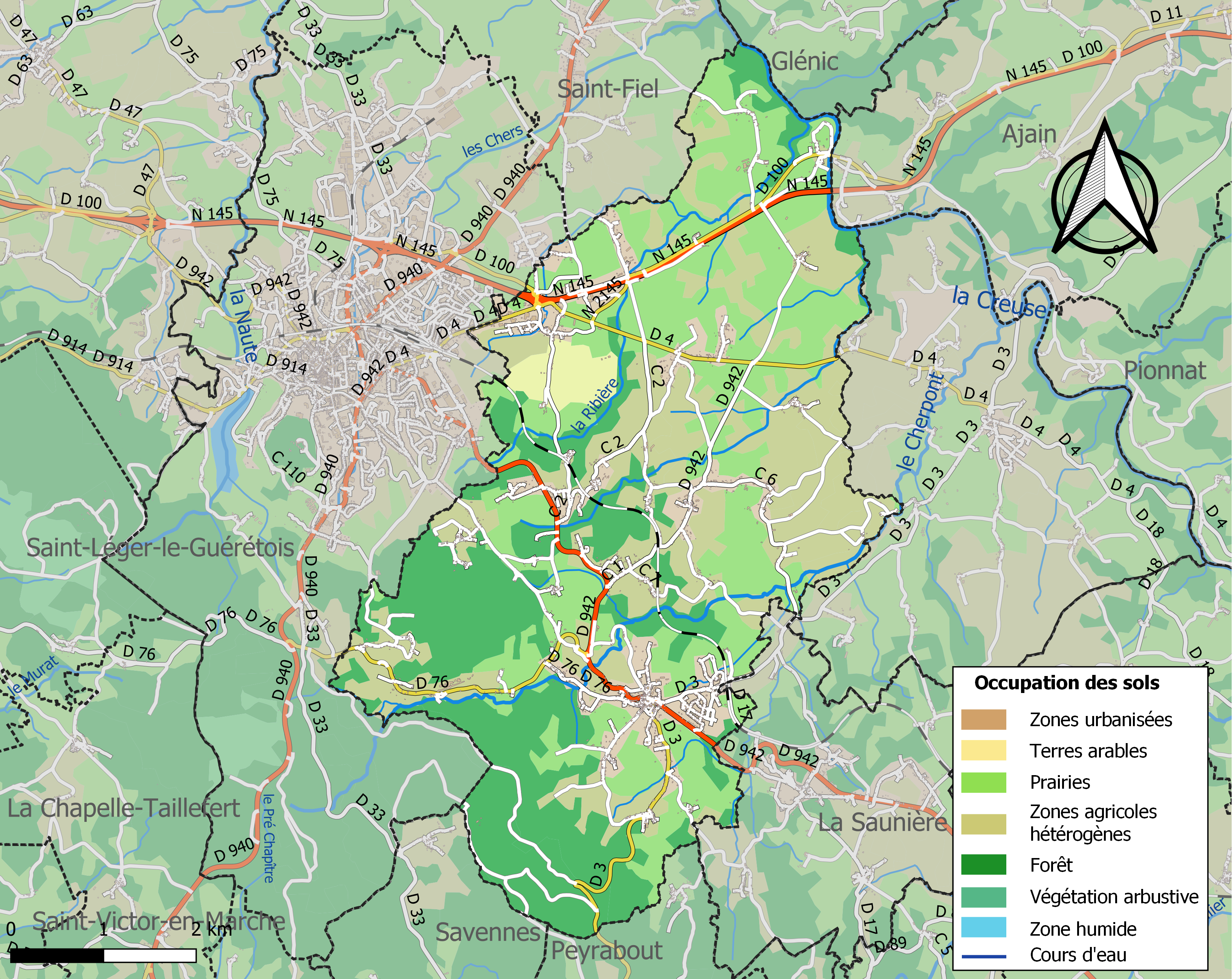

## Demografie
Onderstaande figuur toont het verloop van het inwonertal (bron: INSEE-tellingen).